# زلیونی گورود
زلیونی گورود (به لاتین: Zelyony Gorod) یک منطقهٔ مسکونی و جنگل در روسیه است که در Nizhny Novgorod Urban Okrug واقع شده‌است.